# 公羊貨車

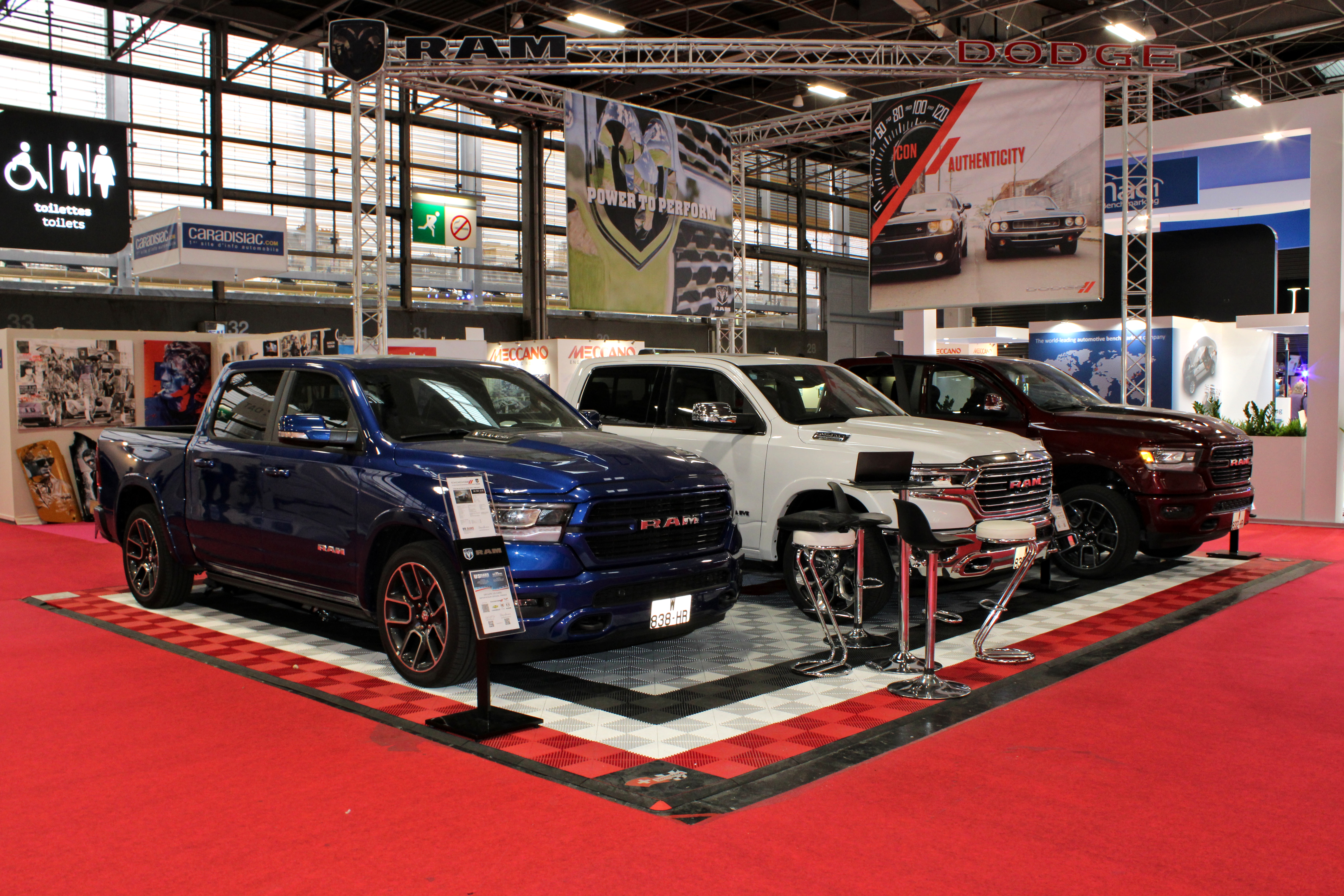
巴黎車展 2018

公羊貨車（英語：Ram Trucks），是斯泰蘭蒂斯旗下的輕至中型商用車輛部門，本为道奇汽車的一部分，以道奇公羊（英語：Dodge Ram）的品牌營銷，2010年開始與道奇分家，並且獨立運作。